# Foligno Calcio 2010-2011
Questa pagina raccoglie le informazioni riguardanti il Foligno Calcio nelle competizioni ufficiali della stagione 2010-2011.

## Rosa
| N. |                   | Ruolo | Calciatore          |
| -- | ----------------- | ----- | ------------------- |
|    | Italia (bandiera) | D     | Alessandro Bassoli  |
|    | Italia (bandiera) | A     | Matteo Brunori      |
|    | Italia (bandiera) | C     | Paolo Castellazzi   |
|    | Italia (bandiera) | C     | Matteo Cavagna      |
|    | Italia (bandiera) | C     | Marco Civillieri    |
|    | Italia (bandiera) | C     | Matteo Coresi       |
|    | Italia (bandiera) | D     | Fabio Cusaro        |
|    | Italia (bandiera) | C     | Nicola Della Penna  |
|    | Italia (bandiera) | A     | Diego Falcinelli    |
|    | Italia (bandiera) | C     | Simone Fedeli       |
|    | Italia (bandiera) | D     | Jacopo Fiorucci     |
|    | Italia (bandiera) | C     | Filippo Fondi       |
|    | Italia (bandiera) | C     | Marco Gallozzi      |
|    | Italia (bandiera) | A     | Stefano Giacomelli  |
|    | Italia (bandiera) | D     | Gianluca Giovannini |

| N. |                   | Ruolo | Calciatore          |
| -- | ----------------- | ----- | ------------------- |
|    | Italia (bandiera) | D     | Daniele Gregori     |
|    | Italia (bandiera) | D     | Simone Iacoponi     |
|    | Italia (bandiera) | A     | Andrea La Mantia    |
|    | Italia (bandiera) | A     | Alessandro Luparini |
|    | Italia (bandiera) | C     | Claudio Menchinella |
|    | Italia (bandiera) | D     | Ivan Merli Sala     |
|    | Italia (bandiera) | A     | Marco Moro          |
|    | Italia (bandiera) | C     | Salvatore Papa      |
|    | Italia (bandiera) | P     | Andrea Rossini      |
|    | Italia (bandiera) | C     | Daniele Sciaudone   |
|    | Italia (bandiera) | P     | Gaspare Adanti      |
|    | Italia (bandiera) | D     | Nicolò Severini     |
|    | Italia (bandiera) | P     | Stefano Catana      |
|    | Italia (bandiera) | P     | Giovanni Zandrini   |